# Gergely István (belsőépítész)
Gergely István (Budapest, 1930. május 21. – 2021. január 28.) magyar belsőépítész, tanár. A Magyar Iparművészeti Főiskola egykori rektora.

## Életpályája
A Magyar Iparművészeti Főiskola növendéke volt 1949–1953 között. Mestere: Kaesz Gyula. 1964-ben szerzett Munkácsy Mihály-díjat. 1980-ban érdemes művész elismerésben részesült. A KÖZÉPTERV munkatársaként kezdett dolgozni.
1982 és 1991 között az Iparművészeti Főiskola rektora. Jelentős reformokat vezetett be az intézményben. A modernizáció gazdaság-társadalmi igényeihez igazította a képzés tartalmát. A környezet- és tárgykultúráról számos cikket publikált.
A Moholy Nagy Művészeti Egyetem „MOHOLY DÍJÁT” 2007-ben kapta meg.
A Felsőoktatási Vizuális Nevelési Kollégium „Educatione Artium Visualium” díjat szintén 2007-ben adományozták neki.

## Díjai, elismerése
- Munkácsy Mihály-díj (1964)
- Érdemes Művész (1980)
- Moholy-Nagy-díj (2007)

## Fontosabb könyvei
- Mai lakás, mai ízlés – 1961
- A kiállítás művészete – 1979
- A helyek világa – a világ helyei 1983